# فنار البرلس
فنار البرلس  يعد من أقدم الفنارات بمصر وهو تقريبا الوحيد الباقي من مجموعة أقامها الخديوي عباس حلمي الثاني.
ويرجع تاريخ إنشائه إلي عام 1869 م ويصل ارتفاعه إلي 60 مترا تقريباً وقد صممه مجموعة من المهندسين الفرنسيين والإنجليز. تم ضمه إلي هيئة الآثار بالقرار الوزاري رقم 463 لسنة 1998 م. ويقع في زمام الشيخ مبارك.